# Аномалія (Дискавері)

## Про епізод
Аномалія (Anomaly) — сорок четвертий епізод американського телевізійного серіалу «Зоряний шлях: Дискавері» та другий в четвертому сезоні. Епізод написали Енн Кофелл Сондерс та Гленіз Маллінс, режисування Олатунде Осунсанмі. Перший показ відбувся 25 листопада 2021 року.

## Зміст
Бук онімів від горя після втрати планети та сім'ї, і його переслідують галюцинації Лето. Він увесь час прокручує останні кадри його світу, намагаючись знайти зачіпку. На «Дискавері» прибуває Сару — йому запропонували посаду командира на зорельоті «Соджорна» — та він відмовився і прибу на службу першим заступником Майкл.
Науковий офіцер Пол Стамец пояснює Ріллаку та Командуванню Зоряного Флоту, що знищення Кведжану було спричинено безпрецедентною гравітаційною аномалією (5 світлових років завбільшки), яка потребує подальшого дослідження. Президентка Т'Ріна пропонує допомогу наукового інституту Ні'Вару.
Сару і Бернем рушають кораблем на безпечну відстань до аномалії. Початкові дані спростовують деякі з їхніх теорій, Стамец констатує незвичний гравітаційний ефект Доплера. Бук добровільно вирушає на своєму кораблі в аномалію, щоб дізнатися більше. Грей Тал звикає до свого нового синтетичного тіла — Адіра слугує перекладачкою.
Сару радиться з Майкл в голографічній кімнаті про Букера. Бернем переконана дозволити Буку виконати місію, і Стамец має полетіти з Букером у голографічному вигляді. Корабель Бука відлітає — «Дискавері» тримає його силовим тросом. «Дискавері» завдає удару гравітаційною хвилею. Корабель Бука втрачає навігацію але він відмовляється повернутися. Протягом цього часу аномалія незрозумілим чином змінює напрямок і завдає шкоди «Discovery», залишаючи їх невпевненими, куди вона піде далі та який вплив це матиме на інші планети. Букер переконує Майкл відпустити силовий трос; «Дискавері» відлітає. Корабель Бука зібрав дані — але голограма Стамеца не може пвернутися через гравіметричні викривлення. Буку для повернення пропонують застосувати механіку Ньютона — щоб випливти на гравітаційній хвилі. Букера переслідує образ Лето — Майкл по приватному каналу намагається достукатися до нього. Корабель Бука повертається з місії.
Бук починає розповідати Бернем про своє горе. Тим часом доктор Г'ю Калбер і Адіра Тал допомагають перенести свідомість померлого хлорця Адіри Грея в синтетичне тіло, використовуючи незвичайну технологію, яка раніше була успішною для Жана-Люка Пікара.

## Виробництво
Активна розробка сезону почалася в січні 2020 року. На написання було витрачено більше часу, ніж у попередніх сезонах, через пандемію COVID-19, яка надихнула на космічну аномалію, з якою герої стикаються в сезоні. Нова роль Бернем як капітана також вивчається після її підвищення в кінці третього сезону. Четвертий сезон було офіційно оголошено в жовтні 2020 року, а знімання відбувалося в Торонто, Канада, з листопада 2020 року по серпень 2021 року. Для забезпечення безпеки під час пандемії було застосовано нові знімальні процеси, що спричинило деякі затримки виробництва. Відеостіна була побудована для знімання перед комп'ютерним фоном у реальному часі.

## Сприйняття та відгуки
Станом на листопад 2022 року на сайті «IMDb» серія отримала 5.4 бала підтримки з можливих 10 при 2616 голосах користувачів.
В огляді для «Den of Geek» Лейсі Богер відзначила: «Якщо чесно, цей епізод належить Девіду Айяалі. Горе Бука є миттєвим і приголомшливим — шоу, по суті, підтверджує, що, за винятком виявлення прибульців з іншого світу, він тепер останній у своєму роді — і реагує на це… мабуть, так, як ми всі передбачали. Він злий, він відчайдушно хоче щось зробити. Він спустошений тим, що новий початок, про який він навіть не здогадувався, було вирвано з нього. Перш ніж він зміг сказати людям, які були його частиною, як він піклується про них. Це наш найчіткіший погляд на те, хто такий Бук і що його приваблює. І я з нетерпінням чекаю більше про це впродовж сезону»
Оглядач Зак Гендлен для «The A.V. Club» зазначав так: «Прем'єра минулого тижня здавалася дещо безладною у своїй зосередженості: потрібно було зупинитися з кризою космічної станції, перш ніж вона зможе призвести до руйнування планети, що стане справжнім гачком сезону. Епізод цього тижня кращий; він сфокусованіший, а емоційна та драматична лінії краще пов'язані. Ми починаємо з того, що Майкл намагається додзвонитися до Букера, і він відмовляється її чути, а закінчуємо (більш-менш) тим, що вона нарешті до нього достукується. І він робить перші невпевнені (і, мабуть, абсолютно жалюгідні) кроки до горя та, сподіваюся, відновлення.».
Скотт Сноуден в огляді для «Space.com» відзначив так: «Попри те, що насправді нічого суттєвого не відбувається, а в сюжеті є діри розміром з озеро Юрон (планета Вулкан), діалоги та розвиток персонажів містять цей епізод. Важко вгадати, куди піде шоу цього четвертого сезону; поки що антагоністом серіалу є астрофізична аномалія розміром понад 29 трильйонів миль у поперечнику. Неминуче з'явиться супротивник або свого роду опонент, подібно до Осайри в минулому сезоні. Але нині важко зрозуміти, де саме. Чи буде ця гравітаційна аномалія якось пов'язана з явищем „грози-блискавки в космосі“, яке використали як посол Спок, так і ромуланський воєначальник Нерон у першій із жахливої трилогії фільмів Дж. Дж. Абрамса „Зоряний шлях“? Ми бачили, як шоураннер „Зоряного шляху“ Алекс Курцман любить, щоб усе було пов'язано».

## Знімались
| Актор               | Роль                       |
| ------------------- | -------------------------- |
| Сонеква Мартін-Грін | Майкл Бернем               |
| Даг Джонс           | Сару                       |
| Ентоні Репп         | Пол Стамец                 |
| Мері Вайзман        | Сільвія Тіллі              |
| Вілсон Круз         | Гаг Калбер                 |
| Блу дель Барріо     | Адіра                      |
| Девід Аджала        | Клівленд Букер             |
| Одед Фер            | адмірал Чарльз Венс        |
| Іен Александер      | Грей Тал                   |
| Чела Горсдел        | Лайра Ріллак               |
| Тара Рослінг        | Президентка Т'Ріна         |
| Аннабель Волліс     | Зора                       |
| Емілі Коутс         | Кейла Делмер               |
| Патрік Квок-Чун     | Джен Ріс                   |
| Ойїн Оладейо        | Джоан Овосекун             |
| Ронні Роу           | лейтенант-командор Брюс    |
| Сара Мітіч          | лейтенант-командор Нільсон |